# 両津市

佐渡島における平成の大合併の地図。

両津市（りょうつし）は、1954年から2004年まで、新潟県の佐渡地方東部にあった市である。
平成の大合併以前に存在した県下20市中最小の人口ながら、佐渡島で唯一の市であり、島内最多の人口を擁した。2004年3月1日に、合併して佐渡市の一部になった。なお、漫画『こちら葛飾区亀有公園前派出所』の主人公両津勘吉の苗字は両津市が由来であるとされている。

## 地理

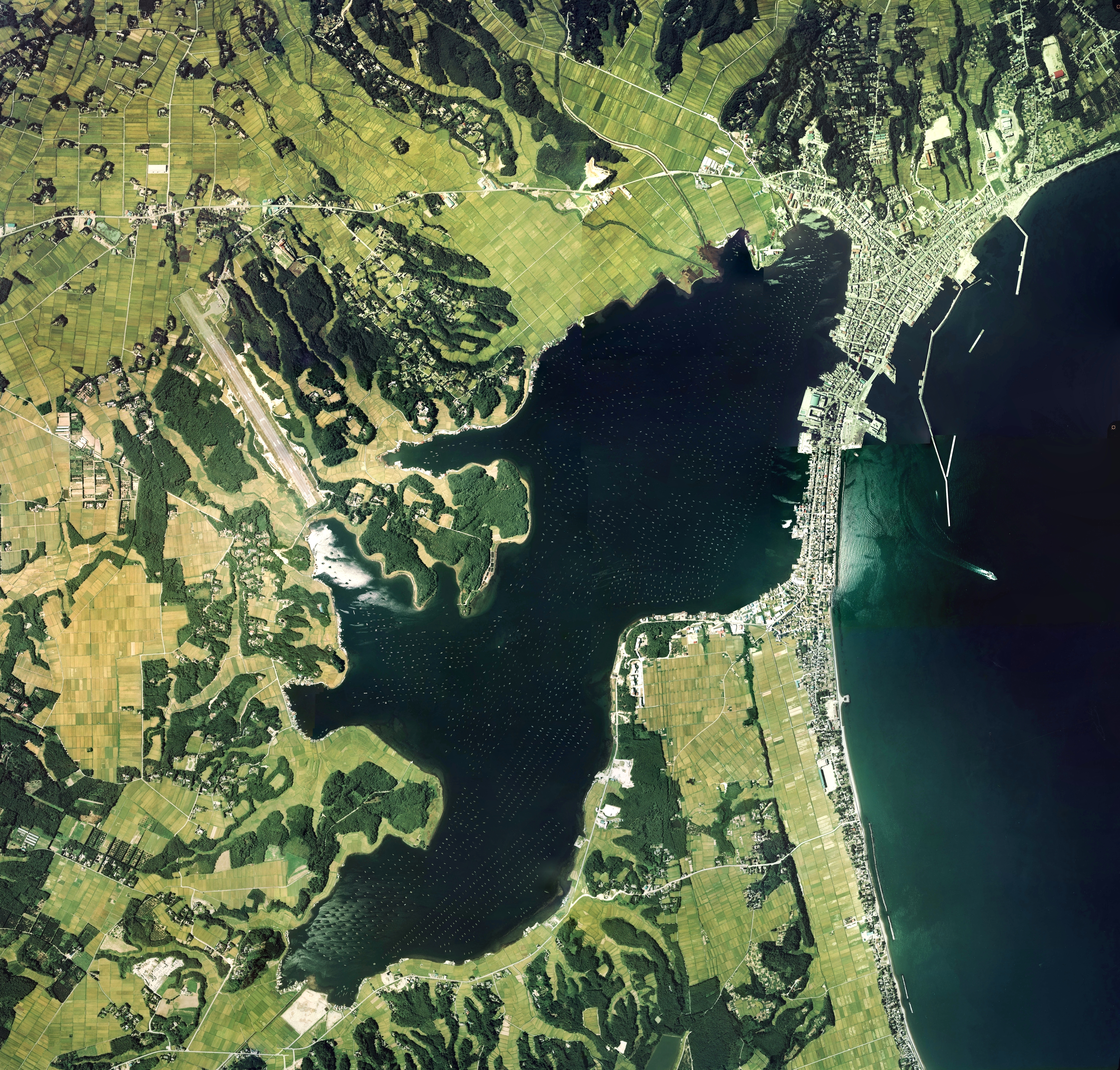
加茂湖周辺の空中写真（1976年撮影）。両津の市街地は、加茂湖と両津湾の間の砂州上に形成されている。。

市域は島の北東部海岸沿いにあり、細長くS字を描いた。北西部は大佐渡山地、中央部は国仲平野、南東部は小佐渡丘陵のそれぞれ東端にあった。
大佐渡山地は、佐渡弥彦米山国定公園の一部であった。西海岸は岩がちで地形の変化に富んだ。連なる山のうち、タダラ峰は、ドンデン山とも呼ばれるなだらかな高原である。
平野の海岸近くに、加茂湖がある。もとは淡水湖であったが、1903年 (明治36年) に海につなげて汽水湖とした。市街地は加茂湖と両津湾の間にある細い砂州の上にあった。
- 大佐渡山地の山: 金剛山(962m)、 タダラ峰（940m）、平松戴山(652m)、歌見戴山(546m)、三度倉山(474m)、樅ノ木平山(381m)、
- 小佐渡丘陵の山: 大隅山(610m)、米山(543m)、古峰山(528m)、木金山(505m)
- 河川: 白瀬川、梅津川、久知川、河崎川
- 湖沼・ダム: 加茂湖、ドンデン池、久知川ダム

### 隣接していた自治体
- 相川町、金井町、新穂村、畑野町　（以上すべて現在は佐渡市の一部）

## 歴史
- 1954年（昭和29年）11月3日 - 両津町、加茂村、河崎村、水津村、岩首村、内海府村と、吉井村の一部とが合併して、両津市になった。
- 1957年（昭和32年）11月3日 - 佐渡郡相川町の一部を編入。
- 2004年（平成16年）3月1日 - 両津市、相川町、佐和田町、金井町、新穂村、畑野町、真野町、小木町、羽茂町、赤泊村が合併して、佐渡市になった。

### 市名の由来
両津の名の由来は、江戸時代末期に北の夷（えびす）、南の湊（みなと）、二つの津（港）が合併してできたことによる。文政年間の文献に以下の記述がある。

## 行政
- 市長　川口徳一（1996年1月8日から2004年2月まで。3期）

### 歴代市長
特記なき場合『日本の歴代市長 : 市制施行百年の歩み』などによる。
| 代 | 氏名       | 就任                       | 退任                      | 備考 |
| -- | ---------- | -------------------------- | ------------------------- | ---- |
| 1  | 氏田良隆   | 1954年（昭和29年）12月15日 | 1962年（昭和37年）12月6日 |      |
| 2  | 橋本喜一   | 1962年（昭和37年）12月7日  | 1966年（昭和41年）12月6日 |      |
| 3  | 氏田良隆   | 1966年（昭和41年）12月7日  | 1974年（昭和49年）12月6日 |      |
| 4  | 市橋保雄   | 1974年（昭和49年）12月7日  | 1983年（昭和58年）12月6日 | 辞職 |
| 5  | 伊豆野一郎 | 1984年（昭和59年）1月8日   | 1996年（平成8年）1月7日   |      |
| 6  | 川口徳一   | 1996年（平成8年）1月8日    | 2004年（平成16年）2月29日 | 廃止 |

## 経済

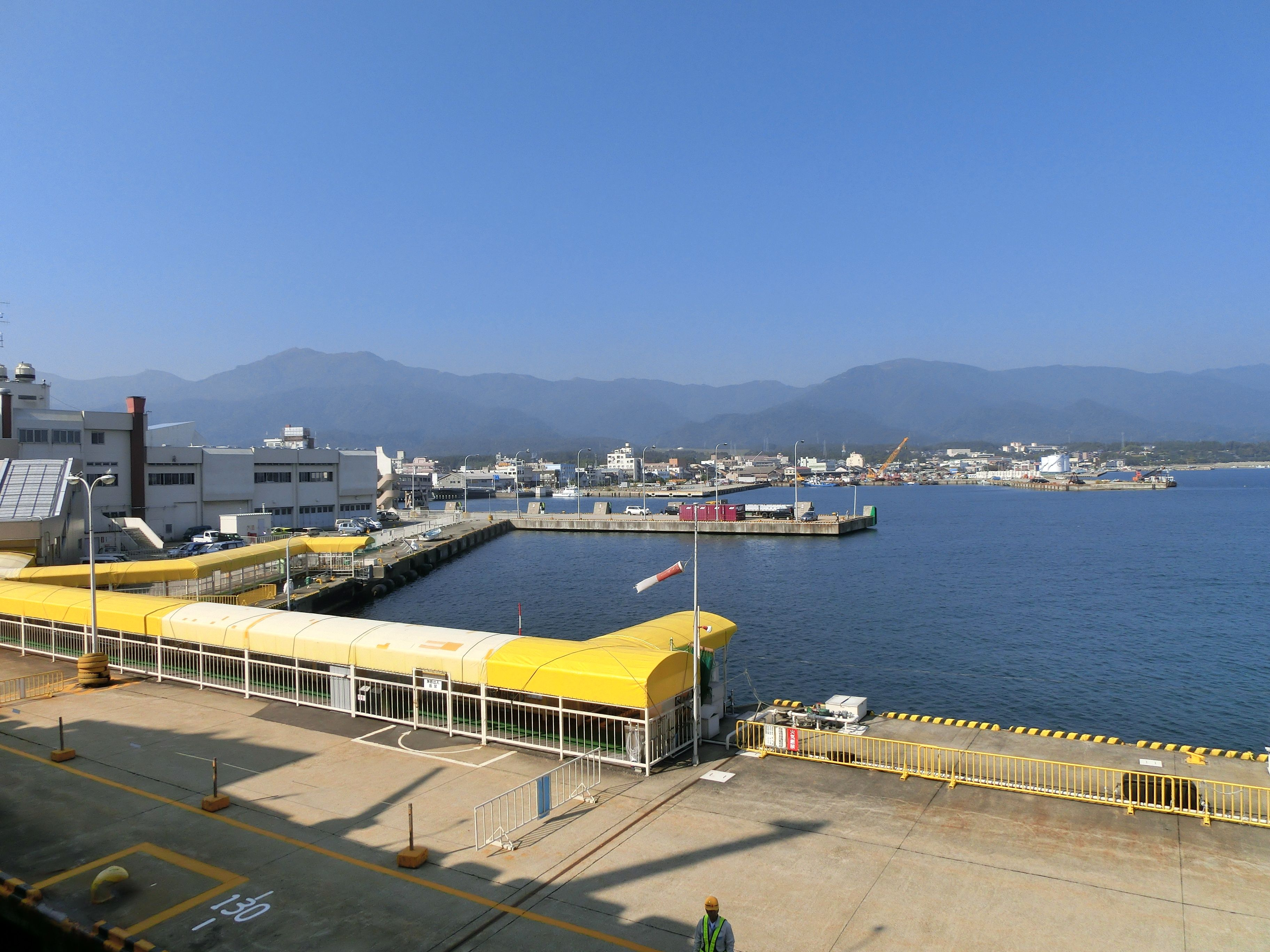
両津港

### 産業
- 農業就業者は年々減少したが、2004年まで米作を中心に農業も盛んであった。他に柿、大豆を作り、肉牛も飼育された。
- 両津港を筆頭に、いくつもの漁港を抱え、ブリ、アジ・イワシなどの網漁、イカ釣り漁を行なった。加茂湖ではカキを養殖した。
- 工業としては食品加工業があった。
- 産業人口（2000年）
第1次産業就業者数：2,021人
第2次産業就業者数：2,069人
第3次産業就業者数：5,454人

## 姉妹都市・提携都市
- 入間市（埼玉県）

## 教育

### 高等学校
- 新潟県立両津高等学校

### 中学校
- 内海府中学校
- 北中学校
- 南中学校　1960年創立
- 東中学校　1960年創立
- 前浜中学校　1995年創立
- （両津中学校　1960年に南中学校と東中学校に統合）
- （加茂中学校　1960年に南中学校に統合）
- （河崎中学校　1960年に東中学校に統合）
- （水津中学校　1995年に前浜中学校に統合）
- （岩首中学校　1995年に前浜中学校に統合）

### 小学校
- 岩首小学校
- 浦川小学校
- 片野尾小学校
- 加茂小学校
- 河崎小学校
- 内海府小学校
- 野浦小学校
- 馬首小学校
- 両津吉井小学校
- 両津小学校 （リンク切れ）
- 両尾小学校　1902年創立

## 交通

### 空港
- 佐渡空港

### 道路

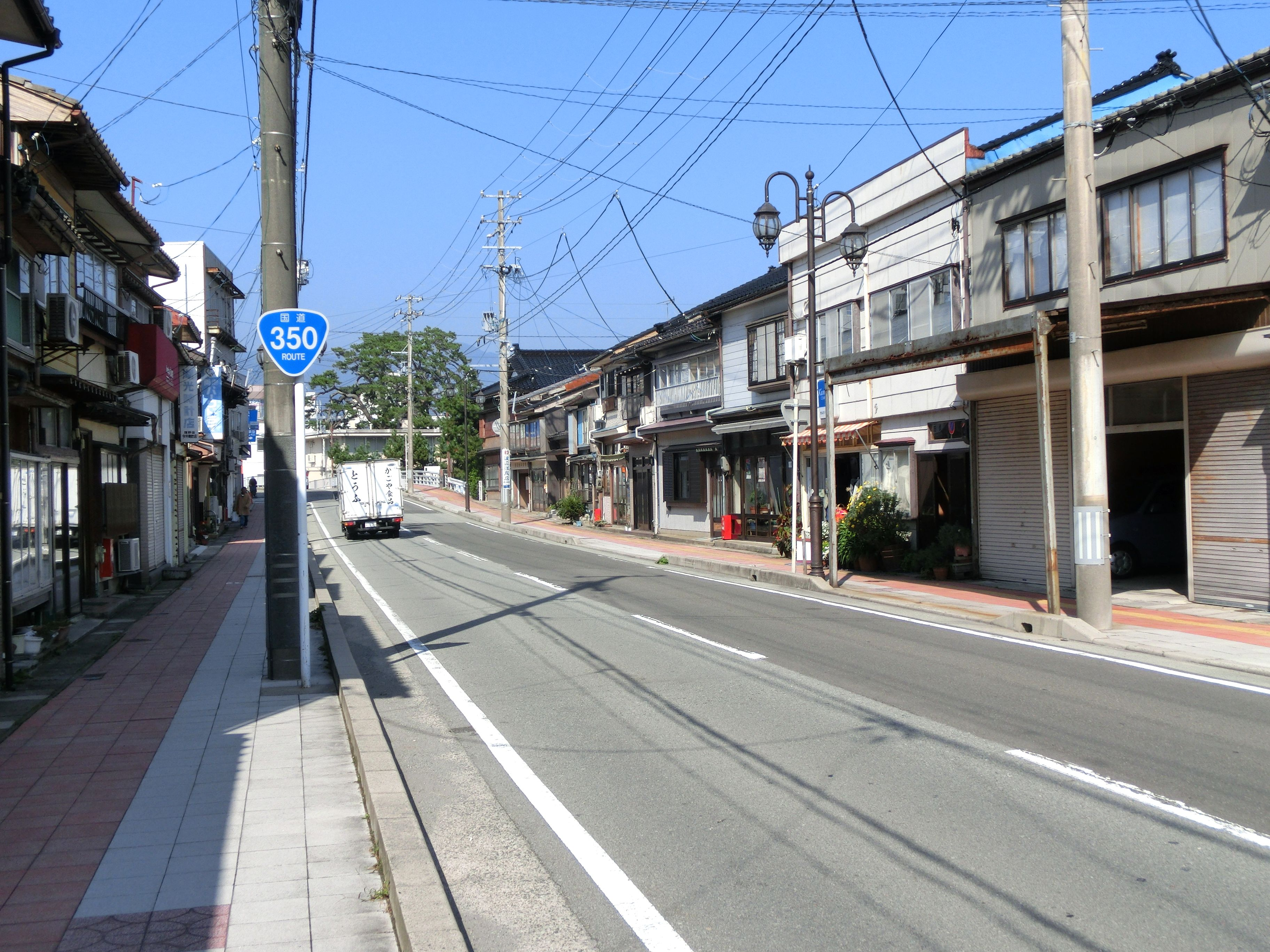
市内を走る国道350号

- 国道
  - 国道350号
- 主要地方道
  - 新潟県道40号両津港線
  - 新潟県道45号佐渡一周線
  - 新潟県道65号両津真野赤泊線
  - 新潟県道81号佐渡縦貫線

### 港湾
- 両津港 - 新潟港との間に佐渡汽船の航路が設定されていた。

## 名所・旧跡・観光スポット・祭事・催事
- 加茂湖
- 外海府海岸
  - 大野亀
  - 二ツ亀
    - 二ツ亀海水浴場（日本の水浴場55選）
    - 二ツ亀キャンプ場

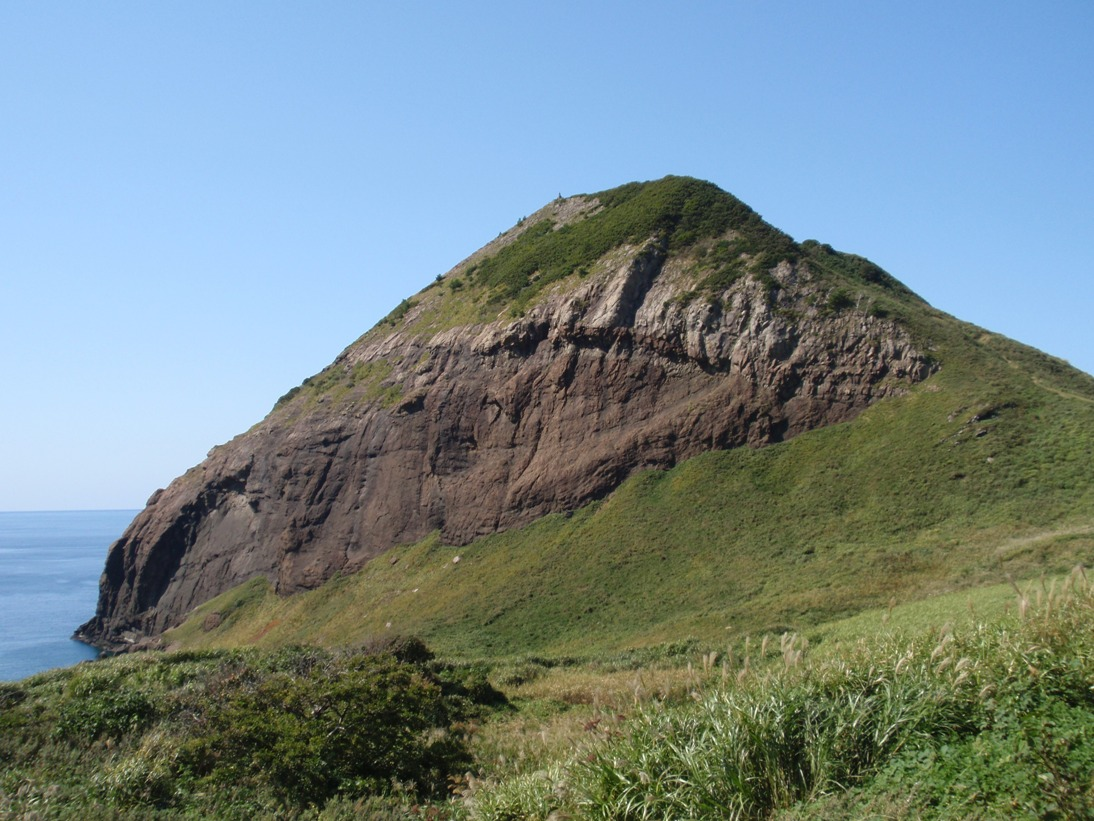
大野亀

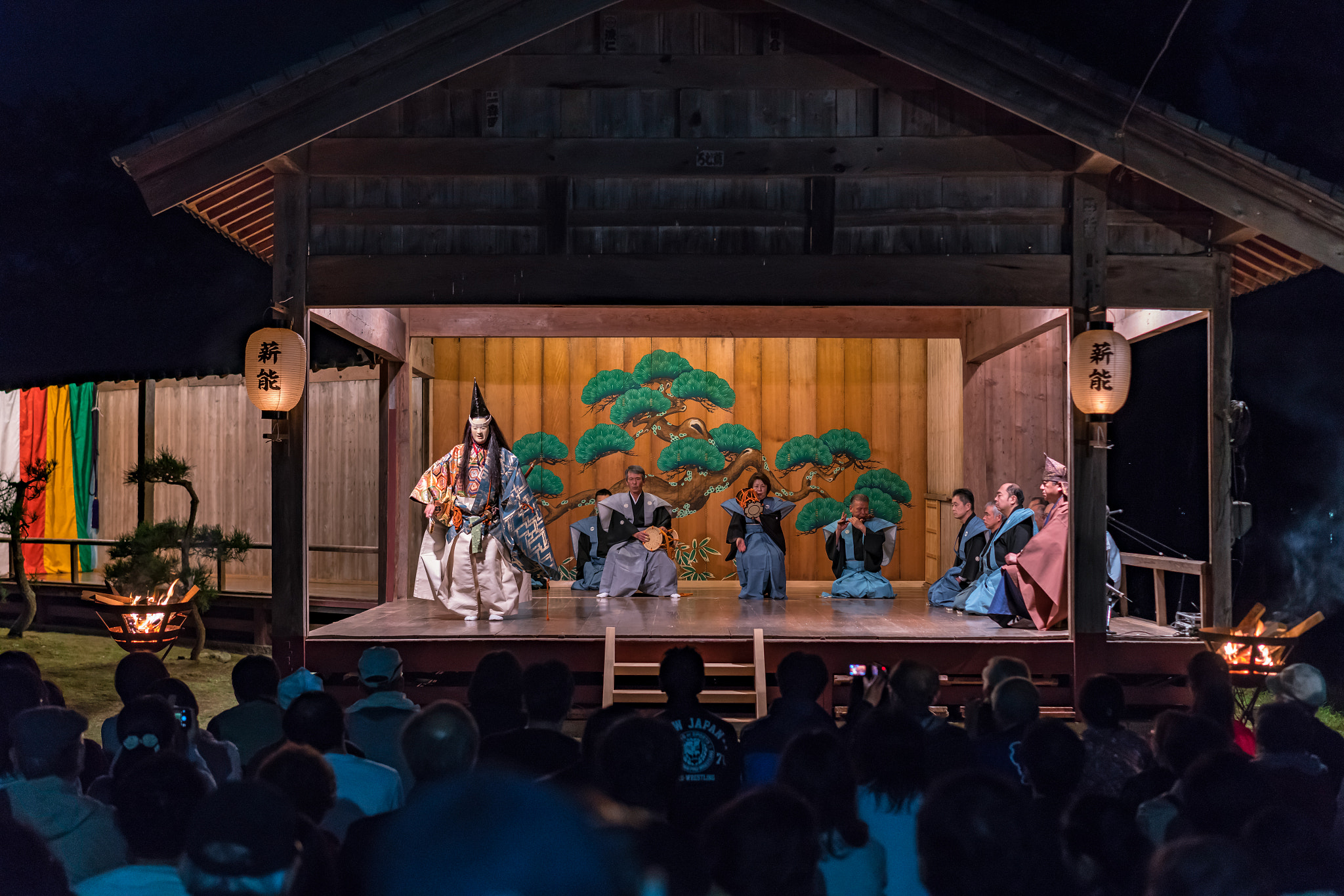
椎崎諏訪神社能舞台

    - 二ツ亀オートキャンプ場 - 1991年7月、佐渡汽船によってオープン[4]。

  - 大ザレの滝
  - 弾崎灯台
    - はじき野フィールドパーク - 1993年、佐渡汽船によってオープン[5]。

  - 賽の河原
- 大佐渡山地
  - ドンデン高原、ドンデンキャンプ場、ドンデン池
- 長安寺
- 椎崎諏訪神社能舞台
- 本間家能舞台
- 道の駅芸能とトキの里「佐渡能楽の里」
- 両津市郷土博物館
- 伝統芸能伝承館
- 両津温泉郷
  - 住吉温泉・椎崎温泉
- 住吉海水浴場
- 水津海水浴場
- 姫崎灯台
  - 姫崎灯台キャンプ場
- 北小浦ダイビングスポット
- 佐渡の車田植（国の重要無形民俗文化財）

出典：

## 娯楽
- 両津会館 - 映画館[注 1]。
- 両津橋本座 - 映画館。
- 両津文化会館

## 著名な出身者
- 北一輝（思想家）
- 立岩真也（社会学者）